# Río Arnera
El río Arnera es un curso de agua del noreste de la península ibérica, afluente del Muga. Discurre por la provincia española de Gerona.

## Descripción
Discurre por la provincia de Gerona. El río, que nace en los Pirineos, cerca de la frontera con Francia, termina por desembocar en el río Muga cerca de Darnius, hoy día en el embalse de Darnius Boadella. Aparece descrito en el segundo volumen del Diccionario geográfico-estadístico-histórico de España y sus posesiones de Ultramar de Pascual Madoz de la siguiente manera:

ARNERA: r. de la prov. de Gerona, part. jud. de Figueras: tiene su origen en una caudalosa fuente llamada Fontanera, por brotar debajo de un árbol conocido en el pais con el nombre de Arn, la que está sit. en el Pirineo, muy cerca del reino de Francia, en el punto llamado Falgarona, térm. de Masanet de Cabrenis: engruesa su caudal con las aguas que se desprenden de los montes por donde pasa; su descenso es de 2 1/2 leg., viniendo á morir al r. Muga, á 1/2 leg. de Darnius, en el punto llamado Muga-Torta; en su curso da movimiento á las ruedas de 6 molinos harineros, á 1 batan de lavar y fortificar los paños y á 2 fragua de hierro, fertilizando muchos huertos y praderias: cria anguilas y barbos.
(Madoz, 1845, p. 587)

Las aguas del río, perteneciente a la cuenca hidrográfica del Muga, terminan vertidas en el mar Mediterráneo.